# Godan Khan
Godan Khan, Ködan of Qödan (1206-1251) was de tweede zoon van Ögedei Khan en Toregenes. Hij was de broer van Güyük en Kaidan.
Godan was de eerste Mongoolse heerser die actief in Tibet intervenieerde. Deze interventie was het begin van de periode van Mongools bestuur over Tibet

## Historische achtergrond
Na de dood van Dzjengis Khan werd een aanzienlijk deel van het door de Mongolen in Centraal-Azië veroverde gebied als apanages verdeeld onder leden van de koninklijke familie. In 1239 kreeg Godan Khan een apanage toegewezen, dat onder meer Tsongkha en andere delen van Amdo omvatte. Het apanage grensde dus aan gebieden in Centraal-Tibet.
In 1240 stuurde Godan Khan een kleine legermacht Centraal-Tibet in. Deze krijgsmacht dreigde het klooster Radreng te vernietigen. De abt van het klooster tekende een overgave. Gevraagd naar een persoon die de Tibetanen zou kunnen vertegenwoordigen aan het Mongoolse hof, noemde de abt Kunga Gyaltsen, de vierde uit de Khon-familie die abt (TIb. trizin) was van het klooster sakya en daarom per definitie ook het hoofd van de sakya-traditie (in sommige literatuur ook wel de Sakya trizin genoemd). Door zijn grote kennis van het Sanskriet en de Indiase cultuur was hij ook bekend onder de naam Sakya Pandita (1182-1251). Godan had enige jaren andere prioriteiten, maar in 1244 ontving Sakya Pandita de onmogelijk te weigeren uitnodiging naar zijn hof te komen. In gezelschap van zijn jonge neven Phagspa (1235-1280) en Chakna Dorjé reisde Sakya Pandita naar Lanzhou in het huidige Gansu, waar hij in 1246 arriveerde.
In de klassieke Tibetaanse geschiedschrijving volgt dan de melding van de beroemde brief van de Sakya Pandita aan alle geledingen binnen de Tibetaanse elite. De brief beschrijft de voorwaarden, waaronder de Mongolen bereid zijn af te zien van verwoestende invasies in Tibet. Er dient sprake te zijn van onvoorwaardelijke acceptatie van de Mongoolse soevereiniteit door alle geestelijke en wereldlijke autoriteiten.
Een tweede element in de brief is de nadruk die gelegd wordt op de vaak gemelde stelling, dat de sakya de enige vertegenwoordigers van de Mongolen in Tibet zouden zijn en dat de abt van het klooster Sakya de voornaamste uitvoerder zou zijn van de Mongoolse soevereiniteit.
De klassieke Tibetaanse geschiedschrijving laat dan ook de hegemonie van de sakya-traditie in Tibet met deze brief beginnen. De meeste hedendaagse tibetologen gaan er echter van uit dat deze brief een pseudepigraaf is, feitelijk aanzienlijk later geschreven op basis van omstandigheden na de dood van Sakya Pandita en om redenen van toenmalige politieke opportuniteit aan Sakya Pandita toegeschreven. De feitelijke dominantie van de sakya in Tibet werd pas na 1264 gerealiseerd.
In 1251 overleden zowel  Sakya Pandita, die nooit naar Tibet was teruggekeerd, als Godan. In datzelfde jaar werd Möngke gekozen tot de vierde khagan van het Mongoolse Rijk. Afspraken tussen Godan en Sakya Pandita beschouwde Möngke als een soort privéovereenkomst tussen hen beiden, die hem als keizer niet bond. Möngke  besloot om de uitoefening van Mongoolse autoriteit in Tibet te delegeren naar andere leden van de Mongoolse koninklijke familie.
De zoons van Godan verloren hun apanages en werden ook gedwongen om Phagspa en Chakna Dorjé over te dragen aan het hof van de toenmalige prins Koeblai Khan.